# Matej Falat
Matej Falat, né le 8 février 1993 à Bojnice, est un skieur alpin slovaque. Le slalom est sa discipline de prédilection.

## Biographie
Membre du club de Drienica, il dispute six éditions des Championnats du monde junior entre 2009 et 2014, pour un meilleur résultat de seizième sur le combiné en 2010.
Son premier départ en Coupe du monde a lieu en février 2011 à Bansko, qui précède une première sélection pour les Championnats du monde à Garmisch-Partenkirchen, où sa 24e place au super-combiné représente son meilleur résultat dans un grand rendez-vous. Il n'a pas marqué de points du tout durant sa carrière dans la Coupe du monde. Ses principaux succès ont lieu aux Universiades, remportant trois médailles : l'argent du slalom en 2015 et le bronze des combinés en 2015 et 2017. En Coupe d'Europe, il signe un top dix en fin d'année 2015 au City Event de Kronplatz (9e).
Il participe aux Jeux olympiques d'hiver de 2014, à Sotchi, où il est 42e du super G.
Aux Championnats du monde 2017, à Saint-Moritz il fait partie de l'équipe slovaque médaillée d'argent.
Aux Jeux olympiques d'hiver de 2018, à Pyeongchang, il ne finit que le slalom géant, à la 50e place.

## Palmarès

### Jeux olympiques d'hiver
| Épreuve / Édition | Sotchi 2014 | Pyeongchang 2018 |
| Super G           | 42e         |                  |
| Slalom            | Abandon     | Abandon          |
| Super-combiné     | Abandon     | Abandon          |
| Slalom géant      |             | 50e              |

### Championnats du monde
| Épreuve / Édition | Garmisch 2011 | Schladmig 2013 | Saint-Moritz 2017 | Åre 2019 |
| Slalom géant      | -             | Abandon        | Abandon           |          |
| Slalom            | -             | Abandon        |                   | 34e      |
| Super-combiné 24e | Abandon       | -              |                   |          |
| Super G           | 36e           | 50e            | -                 |          |
| Par équipes       |               |                | Argent            | 5e       |

### Universiades
- Modèle:Médaille d'argemt Médaille d'argent du slalom en 2015 à Štrbské Pleso.
- Médaille de bronze du combiné en 2015.
- Médaille de bronze du combiné en 2017 à Almaty.

### Championnats de Slovaquie
- Champion du slalom en 2017, 2018, 2019 et 2020.
- Champion du super G en 2013.
- Champion de la descente en 2013.